# Juan Bernardo Colmán
Juan Bernardo Colmán foi um franciscano que nasceu na Ciudad Real del Guayrá em 1569, na região do Guayrá, que na época pertencia ao Paraguai e faleceu em 2 de junho de 1594, em Jahapety, no  Departamento de Caazapá. É considerado o primeiro mártir nascido no Paraguai.
Seu pai era um inglês que integrou a expedição liderada por Pedro de Mendoza e chegou ao Paraguai em 1537, sua mãe era uma nativa da etnia guarani. Seu nome originalmente era "Nicolás Colmán", que foi alterado quando se tornou um franciscano.
Seu martírio ocorreu em 2 de junho de 1594 em Jahapety, no Departamento de Caazapá, quando tentava resgatar um dominicano que havia sido capturado por nativos da etnia guarani. Existe um processo de beatificação em seu favor, que foi aprovado em uma assembleia dos bispos do Paraguai, realizada em 15 de março de 1990. Há uma cruz no lugar de seu martírio e seus restos mortais estão no Convento franciscano de Assunção  .